# Socinianismo

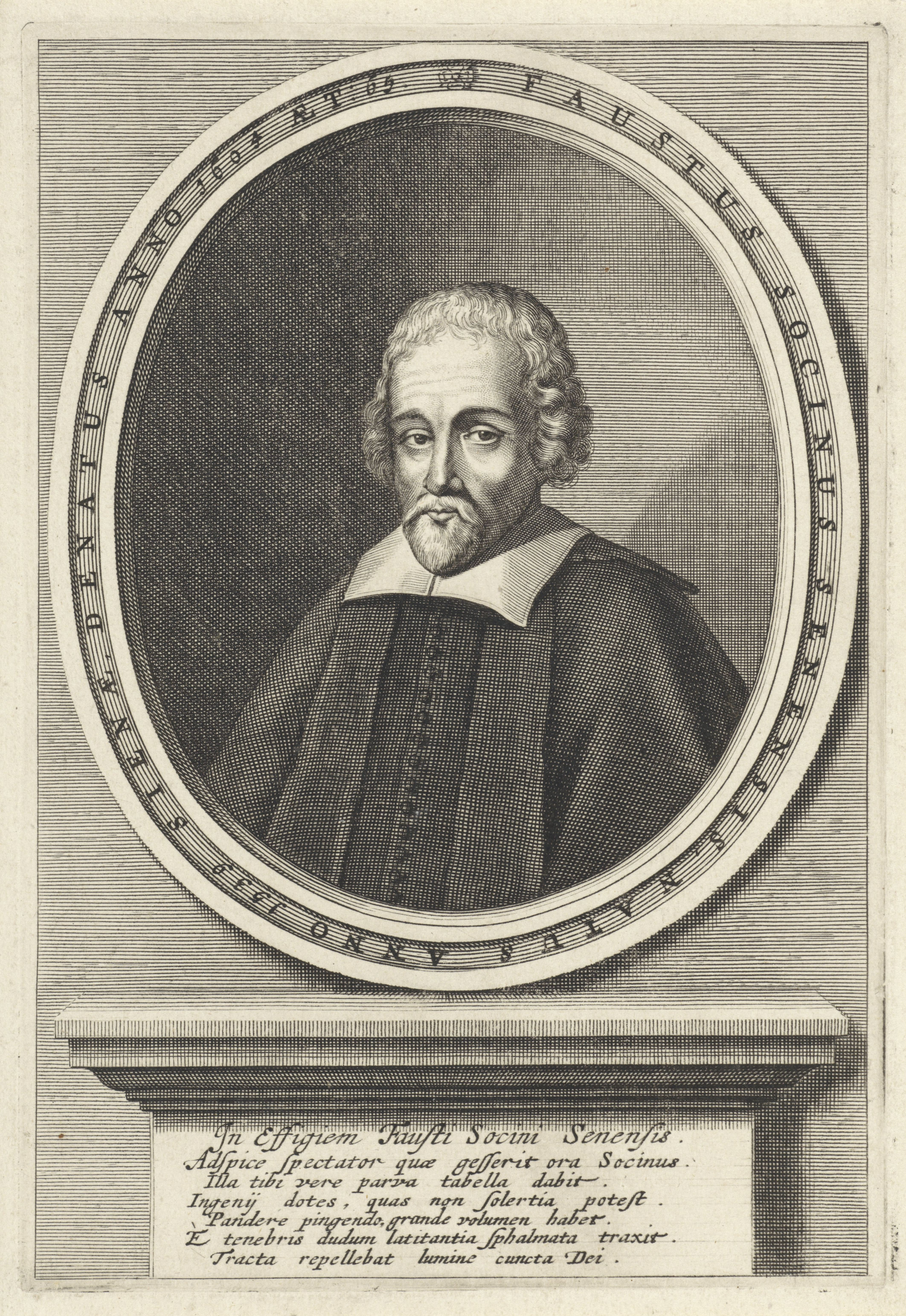
Faustus Socinus.

El socinianismo es una doctrina cristiana, considerada herética por las iglesias mayoritarias, difundida por el pensador y reformador italiano Fausto Socino, aunque al parecer se inspiró en las ideas ya formuladas por su tío Lelio Socino. 
La doctrina sociniana es antitrinitaria y considera que en Dios hay una única persona y que Jesús de Nazaret no existía antes de su nacimiento, aunque nació milagrosamente de la Virgen María por voluntad divina. La misión de Jesús en la tierra fue transmitir la voluntad del Padre tal como le había sido revelada, y tras su crucifixión fue resucitado por Dios y elevado a los cielos, donde adquirió la inmortalidad y desde donde reina sobre el mundo desde aquel entonces. Quienes crean en él y en el Dios de la revelación cristiana también disfrutarán de una vida inmortal, mientras que los incrédulos y pecadores no irán al infierno (que no existe según la doctrina de Socino), sino que simplemente sus almas se extinguirán tras la muerte del cuerpo físico. Por tanto, la salvación consiste en la inmortalidad y es concedida directamente por la Gracia divina a los que creen. El socinianismo rechaza la interpretación literal de la Biblia y defiende, en cambio, una interpretación racionalista de la Biblia y los Evangelios y la capacidad del creyente de discernir la verdad por sí mismo. La doctrina sociniana, tal como se implantó en la Polonia de finales del siglo XVI y primera mitad del XVII, fue expuesta de manera detallada en el Catecismo Racoviano (1609).

## Historia

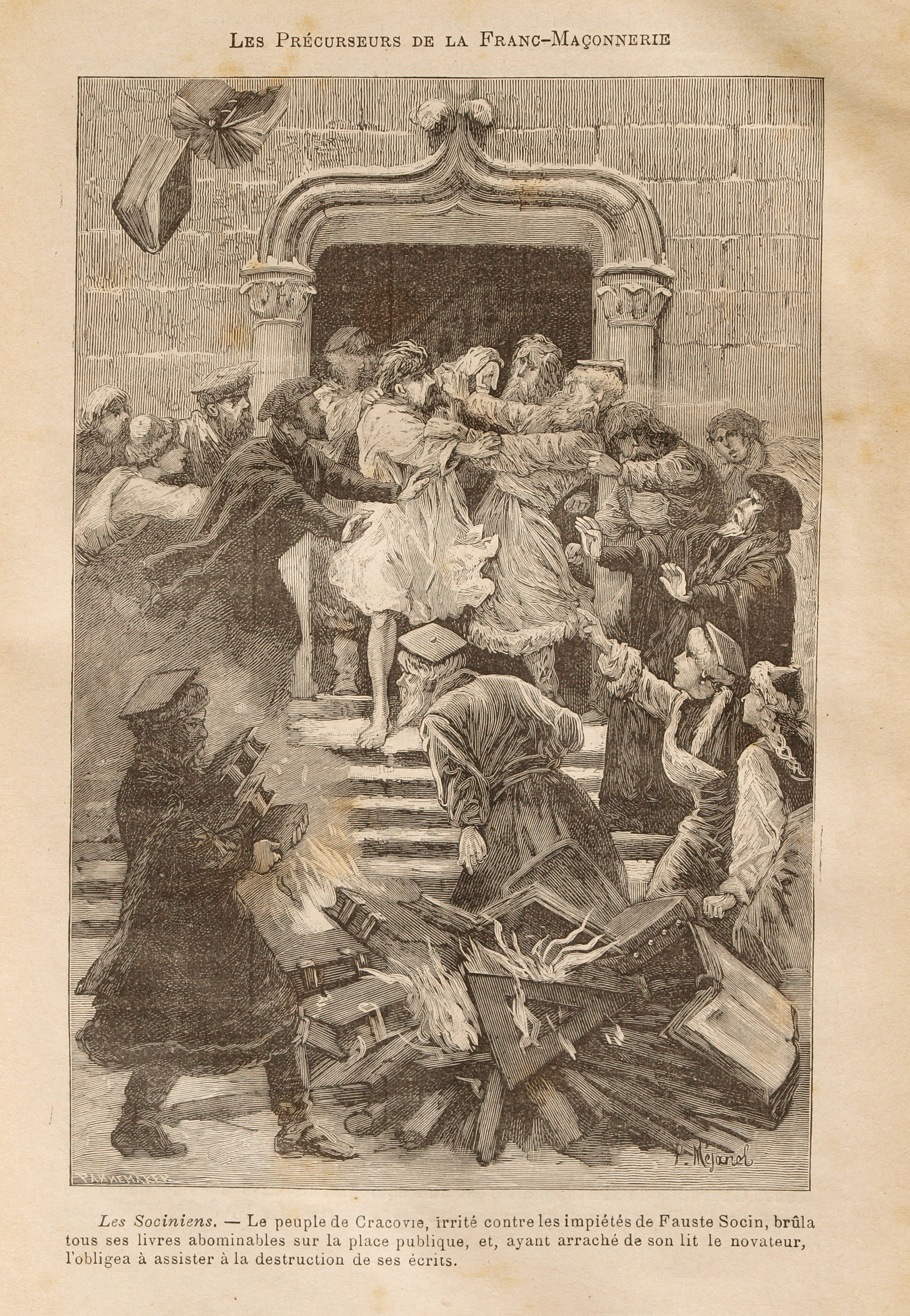
El socinianismo rechazado de Polonia, dibujo de Pierre Méjanel.

Acosado por la Inquisición, Fausto Socino tuvo que abandonar el sur de Europa y viajó hacia Polonia donde se estableció; allí encontró a grupos de anabaptistas, que también rechazaban el dogma de la Trinidad y que se habían separado por esta razón de la Iglesia calvinista polaca.
Esta nueva iglesia reformada, anabaptista y antitrinitaria, conocida como Iglesia Reformada Menor o Hermanos Polacos, promovió las ideas socinianas en Polonia durante unos 100 años. Fundaron una Universidad, la cual atrajo a maestros y estudiantes de todos los sitios, así como una importante imprenta que permitía la difusión de sus obras por toda Europa.
En 1658, el rey Juan II Casimiro, apoyado por otros movimientos religiosos, decretó que todos los miembros de la Iglesia Reformada menor (socinianos) salieran de Polonia en el plazo de tres años, de lo contrario serían ejecutados. Los exiliados de este movimiento religioso sobrevivieron un cierto tiempo en zonas de Europa, como Transilvania, Prusia, Holanda, etc., hasta que desaparecieron por completo como confesión autónoma, integrándose en otras iglesias, como la Unitaria de Transilvania o la Remonstrante de los Países Bajos.

## Legado
Los socinianos tuvieron alguna influencia sobre el movimiento unitario de Transilvania.
Los misioneros de los Hermanos de Polonia trataron de establecer iglesias en Alemania y Prusia, y sus exiliados y conversos fundaron iglesias en Ámsterdam y Londres. El converso más notable en Inglaterra fue John Biddle, quien es considerado como el "padre del unitarismo Inglés". Durante el siglo XVIII, el unitarismo estadounidense evolucionó hacia el racionalismo científico, y la negación de los milagros en la Biblia. El siglo XIX vio un renacimiento de la cristología sociniana en el movimiento cristadelfiano.

## Autores famosos con influencia sociniana
- El poeta John Milton rechazaba el dogma de la Trinidad y se lo identifica como sociniano en la cuestión de la mortalidad del alma.
- El químico Joseph Priestley, científico que descubrió el oxígeno y pastor unitario inglés, se lo identifica como sociniano, al afirmar la naturaleza humana de Jesús frente a otros unitarios que defendían posiciones arrianas.
- El filósofo francés Voltaire defendió el recuerdo de Miguel Servet y promovió el librepensamiento.

## Pervivencia en la actualidad
Actualmente algunas iglesias evangélicas antitrinitarias sostienen doctrinas similares a la sociniana, principalmente Cristadelfianos, y el Socinianismo también se considera la forma original o primitiva del Unitarismo, negando la preexistencia de Cristo, pero aceptando el nacimiento virginal.